# Riu Nenana
|  | Aquest article tracta sobre un riu d'Alaska . Si cerqueu la població d'Alaska, vegeu «Nenana». |

El riu Nenana (en anglès Nenana River, en tanana Nina No’) és, amb els aproximadament 230 km, un dels principals afluents del riu Tanana, a l'estat d'Alaska, als Estats Units. El riu drena una important zona del vessant nord de l'Alaska Range i de la Vall del Tanana fins al sud-oest de Fairbanks.
Té el seu naixement a la Glacera Nenana, al nord de la Serralada d'Alaska, al sud-oest del mont Deborah, aproximadament uns 160 km al sud de Fairbanks. El riu discorre breument cap al sud-est, per posteriorment girar cap a l'oest i el nord, formant el límit oriental del Parc Nacional de Denali. De les muntanyes passa a l'àmplia vall pantanosa del Tanana, per unir-se al Tanana, al sud de Nenana, uns 56 km al sud-oest de Fairbanks. El riu Tanana continua el seu curs fins a unir-se amb el riu Yukon.
L'alta vall del riu és recorreguda per uns 160 quilòmetres del ferrocarril d'Alaska i l'Autopista dels Parks (Alaska State Highway 3), que uneix Fairbanks amb Anchorage.
El Nenana acull poblacions de dallia pectoralis, thymallus arcticus, lethenteron camtschaticum, corègon del llac Léman, lota, salmó keta, coregonus pidschian, oncorhynchus tshawytscha, coregonus sardinella, catostomus catostomus, lluç de riu, prosopium cylindraceum, nelma, salmó platejat i cottus cognatusn. Els principals jaciments arqueològics situats a la vall són Broken Mammoth i Swan Point, de finals del Plistocè.

## Etimologia
El riu fou explorat el 1887 pel tinent Henry Allen de l'Exèrcit dels Estats Units, que l'anomena Cantwell River, en record al tinent John C. Cantwell, del Revenue Cutter Service, que havia explorat la regió del riu Kobuk entre 1884 i 1885. El 1898 W.J. Peters i A.H. Brooks, del United States Geological Survey, van informar que el riu era anomenat Tutlut pels indis nadius. Amb tot, el nom indi tanana va ser escrit Nenana en un mapa posterior.
Un segle més tard, el lingüista William Bright va escriure que el nom del riu deriva de la paraula del baix Tanana (atapascà), neenano'.

## Ràfting
El riu és una de les destinacions turístiques més populars d'Alaska per aquells que volen practicar el ràfting. Milers d'usuaris viatgen al riu cada any. La proximitat de l'autopista Denali, que discorre paral·lela a la part superior del riu durant uns 24 km, i l'Autopista dels Parks, que segueix el riu durant uns 130 km, fan el riu accessible des de molts indrets.